# Ші Чарльз
Ші Чарльз (англ. Shea Charles, нар. 5 листопада 2003, Манчестер) — північноірландський футболіст, півзахисник англійського «Саутгемптона» і національної збірної Північної Ірландії. На умовах оренди грає за «Шеффілд Венсдей».

## Клубна кар'єра
Народився 5 листопада 2003 року в Манчестері. Вихованець футбольної школи місцевого «Манчестер Сіті». 2023 року провів свою першу гру в основній команді рідного клубу.
12 липня того ж 2023 року уклав чотирирічний контракт із друголіговим «Саутгемптоном».

## Виступи за збірні
2018 року дебютував у складі юнацької збірної Північної Ірландії (U-16), загалом на юнацькому рівні взяв участь у 6 іграх.
Протягом 2021–2022 років залучався до складу молодіжної збірної Північної Ірландії. На молодіжному рівні зіграв у 3 офіційних матчах.
2022 року дебютував в офіційних матчах у складі національної збірної Північної Ірландії.
| Дата       | Місто              | Господарі         | Результат | Гості             | Турнір                               | Голи | Примітки |
| ---------- | ------------------ | ----------------- | --------- | ----------------- | ------------------------------------ | ---- | -------- |
| 2-6-2022   | Белфаст            | Північна Ірландія | 0 – 1     | Греція            | Ліга націй УЄФА 2022-2023 - 1-й етап | -    | 79'      |
| 5-6-2022   | Ларнака            | Кіпр              | 0 – 0     | Північна Ірландія | Ліга націй УЄФА 2022-2023 - 1-й етап | -    | 64'      |
| 9-6-2022   | Приштина           | Косово            | 3 – 2     | Північна Ірландія | Ліга націй УЄФА 2022-2023 - 1-й етап | -    | 68'      |
| 12-6-2022  | Белфаст            | Північна Ірландія | 2 – 2     | Кіпр              | Ліга націй УЄФА 2022-2023 - 1-й етап | -    | 59'      |
| 23-3-2023  | Серравалле         | Сан-Марино        | 0 – 2     | Північна Ірландія | Відбір до ЧЄ 2024                    | -    |          |
| 26-3-2023  | Белфаст            | Північна Ірландія | 0 – 1     | Фінляндія         | Відбір до ЧЄ 2024                    | -    | 79'      |
| 16-6-2023  | Копенгаген         | Данія             | 1 – 0     | Північна Ірландія | Відбір до ЧЄ 2024                    | -    | 69'      |
| 19-6-2023  | Белфаст            | Північна Ірландія | 0 – 1     | Казахстан         | Відбір до ЧЄ 2024                    | -    |          |
| 7-9-2023   | Любляна            | Словенія          | 4 – 2     | Північна Ірландія | Відбір до ЧЄ 2024                    | -    |          |
| 10-9-2023  | Астана             | Казахстан         | 1 – 0     | Північна Ірландія | Відбір до ЧЄ 2024                    | -    |          |
| 14-10-2023 | Белфаст            | Північна Ірландія | 3 – 0     | Сан-Марино        | Відбір до ЧЄ 2024                    | -    |          |
| 17-10-2023 | Белфаст            | Північна Ірландія | 0 – 1     | Словенія          | Відбір до ЧЄ 2024                    | -    | 4', 58'  |
| 20-11-2023 | Белфаст            | Північна Ірландія | 2 – 0     | Данія             | Відбір до ЧЄ 2024                    | -    |          |
| 22-3-2024  | Бухарест           | Румунія           | 1 – 1     | Північна Ірландія | товариський матч                     | -    |          |
| 26-3-2024  | Глазго             | Шотландія         | 0 – 1     | Північна Ірландія | товариський матч                     | -    |          |
| 8-6-2024   | Пальма-де-Мальорка | Іспанія           | 5 – 1     | Північна Ірландія | товариський матч                     | -    |          |
| 11-6-2024  | Мурсія             | Північна Ірландія | 2 – 0     | Андорра           | товариський матч                     | -    |          |
| 5-9-2024   | Белфаст            | Північна Ірландія | 2 – 0     | Люксембург        | Ліга націй УЄФА 2024-2025 - 1-й етап | -    | 82'      |
| Усього     |                    | Матчів            | 18        |                   | Голів                                | 0    |          |